# Timna Nelson-Levy
Timna Nelson-Levy (7 luglio 1994) è una judoka israeliana.

## Palmarès
- Europei

Kazan 2016: bronzo nei -57kg.

### Vittorie nel circuito IJF
| Data         | Località | Paese   | Categoria |
| ------------ | -------- | ------- | --------- |
| 9 marzo 2018 | Agadir   | Marocco | Gran Prix |